# Toxomerus rohri
Toxomerus rohri är en tvåvingeart som beskrevs av Thompson 1981. Toxomerus rohri ingår i släktet Toxomerus och familjen blomflugor. Inga underarter finns listade i Catalogue of Life.